# Genovesagrondvink
De genovesagrondvink (Geospiza acutirostris) is een van de zogenaamde darwinvinken, zangvogels uit de grote Amerikaanse familie Thraupidae (tangaren). De darwinvinken komen als endemische soorten alleen voor op de Galapagoseilanden.

## Kenmerken
De genovesagrondvink is op grond van in 2014 en 2015 gepubliceerd fylogenetisch onderzoek afgesplitst van de spitssnavelgrondvink (G. difficilis). De soorten lijken sterk op elkaar, maar deze grondvink heeft een veel dikkere snavel. Deze soort komt alleen voor op het eiland Genovesa. Het mannetje is donker gekleurd en heeft een donkere snavel.

## Verspreiding, leefgebied en status
De vogel komt uitsluitend voor op het eiland Genovesa waar het leefgebied bestaat uit droog terrein met struikgewas. De vogel is niet zeldzaam en de aantallen volwassen vogels blijven waarschijnlijk stabiel op een getal tussen de 250 en 1000. Omdat het leefgebied slechts 15 km² bedraagt en kleine eilandpopulaties altijd kwetsbaar zijn, staat de soort als zodanig op de Rode Lijst van de IUCN.